# Kyjovice (Znojmói járás)
Kyjovice település Csehországban, a Znojmói járásban. Kyjovice Suchohrdly, Těšetice, Prosiměřice, Tvořihráz és Žerotice településekkel határos. Lakosainak száma 146 fő (2024. január 1.).

## Népesség
A település lakosságának változását az alábbi diagram mutatja:
| Lakosok száma | 271  | 280  | 287  | 263  | 188  | 150  | 157  | 153  | 145  | 146  |
|               | 1869 | 1890 | 1921 | 1950 | 1980 | 2001 | 2017 | 2019 | 2022 | 2024 |